# Цезарія Бодуен де Куртене
Цезарія Бодуен де Куртене Еренкройц Єнджевічова (2 серпня 1885, Дерпт — 28 лютого 1967, Лондон) — польська етнологиня і етнографиня. Дочка Івана Бодуена де Куртене.
Отримала домашню освіту, після переїзду сім'ї до Кракова в 1893 році стала вчитися в гімназії. З 1900 продовжувала навчання в Санкт-Петербурзі на Вищих жіночих курсах, потім вільнослухачкою на історико-філологічному відділенні Санкт-Петербурзького університету.
Після закінчення університету викладала у Варшаві в приватних гімназіях. У 1922 році захистила у Варшавському університеті докторську дисертацію.
З 1929 року —професор. У 1933 році перейшла на посаду викладача етнографії та етнології у Варшавський університет. У 1935 році стала одним із творців Етнографічного музею у Варшаві.
З початком Другої світової війни жила в Палестині, де стала одним із творців Польського наукового інституту, в якому, зокрема, було організовано навчання військовослужбовців 2-го польського корпусу. З 1947 року жила і працювала в Лондоні, де стала одним із співзасновників Польського наукового товариства закордоном, викладала в Польському університеті за кордоном, з 1958 року —його ректор.